# 安博 (埃塞俄比亚)
安博是埃塞俄比亞中部的水療鎮（Spa town），位於奧羅米亞州西施瓦地區，座標8°59′N 37°51′E / 8.983°N 37.850°E，海拔2,101米。
根據埃塞俄比亞中央統計局2007年的資料，安博人口49,421，其中男性有24,671人，女性34,750人。
2006年12月18日，奧羅米亞州政府和中國河南省簽署協議，與許昌市成為友好城市。

## 外部連結
- Wenchi Crater Lake: Trekking and Eco Tourism （页面存档备份，存于）
- Official website of Ambo University